# Томас Плантагенет, 2-й граф Ланкастер
Томас Плантагенет (англ. Thomas, Earl of Leicester and Lancaster; ок. 1278 — 22 марта 1322) — 2-й граф Ланкастер и 2-й граф Лестер с 1296 года, один из предводителей баронской оппозиции в правление Эдуарда II.

## Семья
Томас был старшим сыном Эдмунда Плантагенета, 1-го графа Ланкастера и Бланш Артуа. Его дедом и бабкой по отцовской линии были Генрих III Английский и Элеонора Прованская. Его дедом и бабкой по материнской линии были Роберт I д’Артуа и Матильда Брабантская, дочь Генриха II, герцога Брабантского. От отца Томас унаследовал графства Ланкастер, Лестер, Феррер и Дерби. Через брак с Элис де Ласи, дочерью Генри де Ласи, 3-го графа Линкольн, после его смерти в 1311 году, Томас получил титулы графа Линкольна, Солсбери, барона Халтона и лорда Бойланда. Владелец пяти графств, он был одним из самых богатых и самых влиятельных людей в Англии. В его свите состояло столько же рыцарей, сколько в свите короля. Он владел многими важными в военном отношении крепостями, особенно в северной части Англии, перестроил замок Понтефракт (свою основную резиденцию) и в 1313 году начал строительство замка Данстанборо в Нортамберленде.

## Переход в оппозицию. Ордайнеры
Во время правления Эдуарда I Ланкастер исполнял различные королевские поручения. 9 мая 1308 года преемник Эдуарда I, Эдуард II, утвердил Ланкастера в качестве главного камергера. Как ближайший родственник короля, граф мог рассчитывать, что Эдуард сделает его главным советником. Однако король предпочёл Пирса Гавестона и тем самым положил начало неприязни, а затем и ненависти Томаса Ланкастера к себе. Первое время граф принимал сторону короля, например, во время мартовской 1308 года сессии Парламента, когда бароны в первый раз потребовали изгнания Гавестона. В ноябре того же года между Ланкастером и королём произошёл разрыв, а через несколько месяцев граф присоединился к оппозиции баронов. Когда Гавестон, вернувшийся из изгнания летом 1309 года, добился от Эдуарда увольнения одного из вассалов Ланкастера, граф поклялся уничтожить королевского любимца. Ланкастер был в числе баронов, отказавшихся присутствовать на сессии Парламента в Йорке в октябре 1309 года вместе с Гавестоном. Эдуард отложил сессию до февраля 1310 года. На неё бароны явились, в нарушение королевского указа, с вооружёнными свитами и выдвинули ряд обвинений против короля. 16 марта под давлением оппозиции Эдуард дал своё согласие на учреждение органа контроля из двадцати одного «лорда-учредителя» (ордайнеров). Томас Ланкастер вошёл в число лордов-учредителей и стал их вождём. Провал двух (1310, 1311) военных кампаний Эдуарда в Шотландии помог ордайнерам в их стремлении уменьшить королевскую власть. На лондонской сессии Парламента, проходившей летом 1311 года, король получил сорок один ордонанс, которые ограничивали его полномочия. Ордонанс под номером 20 требовал изгнания Пирса Гавестона «как открытого врага короля и его народа». Однако вскоре Эдуард снова призвал к себе Гавестона. В ответ графы Арундел, Ланкастер, Пембрук, Уорик и Херефорд поклялись убить фаворита.

## Казнь Гавестона
В начале апреля вооружённый отряд, возглавляемый Ланкастером, подошёл к Йорку, где в то время находился королевский двор. Эдуард, забрав Гавестона, уехал в Ньюкасл, откуда им пришлось бежать 4 мая, так как Ланкастер захватил город. Ланкастер направил послание королеве Изабелле, находившейся в Тайнмутском приоратстве, сообщая, что не намерен причинять ей вред и, что его главная цель — изгнание Гавестона. Несмотря на то, что король объявил прекращение военных действий, войско ордайнеров осадило Скарборо, где скрывался Гавестон. Последний сдался 19 мая Пембруку при условии, что будет находиться под домашним арестом в замке Уоллингфорд до 1 августа, когда Парламент должен был решить его судьбу. Однако по дороге в Уоллингфорд Гавестона захватил граф Уорик и перевёз в свой замок. В Уорике собрались мятежные бароны, чтобы решить судьбу фаворита. Единодушно они желали ему смерти, но понимали, что должны придать этому решению видимость законности. Ланкастер «…взял на себя всю ответственность за это опасное дело», он руководил ходом суда над Гавестоном, срочно устроенного в Уорике. Королевскому фавориту было запрещено защищаться. Ланкастер объявил, что Гавестон, нарушавший указы об изгнании трижды, заслуживает казни. Пембрук пытался спасти Пирса Гавестона, однако «лорды-учредители» отказались освободить его. Ночью 19 июня Ланкастер объявил Гавестону, что его обезглавят, когда же фаворит стал молить о пощаде, просил увести того поскорее. Граф вместе с Херефордом и Арунделом следовал за стражниками, которые увели Пирса Гавестона на землю Ланкастера, и руководил его казнью. Не все участники баронской оппозиции одобрили действия ордайнеров, в их ряды смерть Гавестона внесла раскол. Партию баронов, поддерживающих короля возглавил Хью Диспенсер старший.
На августовской сессии Парламента в Вестминстере рассматривался вопрос об установлении мира. Однако 3 сентября 1312 года Ланкастер, Уорик и Херефорд во главе вооружённого отряда направились в Лондон. Войско было остановлено в городке Уэйк силами, верными королю. Переговоры, возглавляемые графом Глостером, предотвратили столкновение. При посредничестве дяди королевы Людовика д’Эврё и папских легатов был заключён мир между королём и баронами. Эдуард, более всего на свете желавший отомстить убийцам фаворита, согласился дать им прощение, а через два дня обедал с Ланкастером. Однако в январе 1313 года Уорик и Ланкастер потребовали поправок к декабрьским соглашениям и отказались передавать имущество Гавестона, захваченное в Ньюкасле, пока король не пообещает соблюдать Ордонансы. Примирение произошло 13 февраля 1313 года, когда сокровища казнённого фаворита были переданы королю. Но Эдуард по-прежнему не хотел признать Гавестона преступником, как того требовал Ланкастер. Это обстоятельство омрачило весеннюю сессию Парламента: часть баронов, возмущённая тем, что Эдуард не считал законной казнь фаворита, отказалась присутствовать на заседаниях. В октябре, благодаря посредничеству королевы, Ланкастер, Уорик, Херефорд и пятьсот их сторонников получили королевское прощение.

## Во главе ордайнеров
Летом 1314 года Ланкастер был в числе баронов, отказавшихся принять участие в новой военной кампании Эдуарда в Шотландии. Предлогом послужило то, что король нарушил положения Ордонансов, не испросив согласия Парламента на начало военных действий. Положение Ланкастера упрочилось после поражения англичан при Беннокберне. На заседании Парламента в Йорке в сентябре 1314 года Ланкастер обвинил Эдуарда в провале военной кампании и отказал королю, собиравшемуся продолжить войну, в средствах. Также он потребовал сократить расходы на содержание королевского двора. Королю оставалось только согласиться на все условия ордайнеров, глава которых, Ланкастер, стал неформальным правителем страны. Под его контролем находилась администрация, большинство ключевых постов занимали его люди, король не имел права предпринимать что-либо без согласования с Ланкастером. 8 августа 1315 года граф был назначен королевским наместником на Севере. На зимней сессии 1316 года Парламент назначил Ланкастера главным советником короля, однако уже в апреле он вышел из состава Совета. Не являясь способным администратором, он почти отошёл от управления королевством. В Англии свирепствовал голод, её северные приграничные территории подвергались набегам шотландцев, в Уэльсе вспыхнул мятеж, однако Ланкастер, проводя почти всё время в своих владениях, занимался личными делами. В стране постепенно нарастало недовольство его действиями. Летняя сессия Парламента (1316) была отмечена ссорой между королём, готовившим новую кампанию против шотландцев, и его двоюродным братом, выступавшему против войны. Королева Изабелла, родившая 15 августа второго сына, пригласила Ланкастера в крёстные. Король пытался таким образом примириться с графом, но, скорее всего, последовал отказ, так как в источниках нет упоминания о присутствии того на церемонии.
То обстоятельство, что шотландцы, разоряя северные земли, никогда не причиняли ущерба владениям Ланкастера, вызывало у многих подозрения. На королевском совете, состоявшемся в Кларендоне 9 февраля 1317 года король обвинил Ланкастера в сговоре с шотландцами. Прямых доказательств измены не было, граф всё отрицал.

## Брак
Брак Ланкастера с Элис де Ласи был бездетным, несмотря на то, что от внебрачных связей у Томаса Ланкастера было два сына. В 1317 году его жена, давно состоявшая в связи с Эвбулом ле Стрейнджем, сквайром графа Суррея, была похищена из поместья Канфорд (Дорсет) Ричардом де Сен-Мартином. Этот инцидент вызвал вражду между Ланкастером и Сурреем (де Сен-Мартин был рыцарем из свиты последнего). Ланкастер развелся с женой и захватил в отместку два замка Суррея. Король Эдуард потребовал от двоюродного брата прекратить междоусобицу и обратиться к помощи закона, иначе его ждёт суровое наказание. Со своей стороны, Ланкастер отказался посещать королевский двор, опасаясь за свою безопасность.
После развода Томас Ланкастер продолжал сохранять права на Линкольн и Солсбери, по брачному контракту, согласованному двумя семьями, — по смерти тестя они переходили в его личное владение. Элис после развода стала женой Стрейнджа, а после его смерти вступила в третий брак — с Хью де Фрейном.

## Ликский договор
В сентябре 1317 года Ланкастер вернулся ко двору. Однако влияние его неуклонно падало. Бароны создали группировку так называемых «умеренных», во главе с Пембруком. К ней примкнули, оставив Ланкастера, Арундел, Херефорд, Мортимеры (дядя и племянник), архиепископ Рейнольдс. Пембрук поставил перед собой задачу добиться влияния на короля и противодействовать произволу Ланкастера. Ланкастер требовал удаления новых фаворитов Эдуарда: д’Амори, Монтегю, Одли. Так как король не соглашался на их отставку, парламентская сессия лета 1318 года проходила в бесконечных спорах с графом, к нему было направлено для переговоров последовательно три делегации. Соглашение было достигнуто, и 9 августа 1318 года подписан Ликский договор. По договору король обязывался подчиняться Ордонансам, удалить фаворитов, Ланкастер, в свою очередь, терял власть: Эдуарда должен был контролировать особый совет из семнадцати баронов, во главе которого встал Пембрук. Личная встреча короля с двоюродным братом на мосту через реку Соар близ Лоуборо знаменовала собой очередное примирение. В состав совета вошёл Хью Диспенсер младший, назначенный камергером и довольно скоро занявший место фаворита короля. Его отец, противник договора, тем не менее также был включён в число советников и воспользовался выгодами нового положения сына. После заключения договора мир между королём и баронами продлился около двух лет. Но Эдуарда не оставляло желание отомстить за смерть Гавестона, об этом он говорил Диспенсерам во время осады Берика осенью 1319 года, в которой на стороне короля участвовал и Ланкастер.

## Мятеж «несогласных»
Тем временем среди баронов росло недовольство возвышением Диспенсеров. Особенное возмущение вызвали притязания Диспенсера-младшего на наследство Глостера, погибшего в битве при Беннокберне, на сестре которого он был женат. Когда же Эдуард ради Диспенсера конфисковал поместье Гоуэр, нарушив тем самым привилегии лордов Марки, последние не замедлили объединиться в очередную оппозицию против фаворитов. Ланкастер обещал им свою поддержку на встрече 27 февраля 1321 года. Заговорщики готовились совершить рейд по землям Диспенсера в Южном Уэльсе. Несмотря на предупреждения Эдуарда и военные приготовления в королевских замках Уэльса, лорды Марки во главе с Мортимером в мае начали войну: они захватили Ньюпорт, Кардиф, Каэрфилли, опустошили земли Глостершира и Гламоргана. После рейда по землям Диспенсера бароны Марки встретились с Ланкастером в замке Понтефракт. Была достигнута договорённость о защите земель мятежников, называемых впоследствии «несогласными», и их соратников. На съезде в Шербрун-ин-Элмет 28 июня бароны поклялись лишить Диспенсеров их владений. Мортимер с вооружённым отрядом выступил в поход на Лондон, где 15 июля открылась сессия Парламента. Его воины были в зелёной форме с королевскими гербами, что символизировало их верность власти короля. В конце июля Мортимер осадил Тауэр, а 1 августа к нему присоединились Ланкастер и другие «недовольные». Мятежники потребовали от короля изгнать фаворитов, в противном случае, они сочтут себя свободными от присяги Эдуарду и изберут на его место другого. Король, отказавшись отставить Диспенсеров, призвал Пембрука для ведения переговоров с «несогласными». Пембрук привлёк к посредничеству королеву, которая на коленях умоляла Эдуарда ради блага народа изгнать фаворитов.

## Осада Лидса. Битва при Боробридже. Казнь

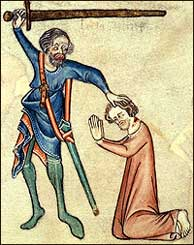
Казнь Томаса Плантагенета

Поводом для эскалации конфликта Эдуарда с «несогласными» стало оскорбление, нанесённое королеве. Когда Изабелла, направляясь в Кентербери, пожелала остановиться в замке Лидс, принадлежавшем одному из членов оппозиции, управляющему королевского двора лорду Бэдлсмиру, её не впустили. В произошедшей затем стычке между гарнизоном замка и свитой королевы погибло шестеро её слуг. В конце октября 1321 года у стен Лидса расположилось королевское войско под командованием Пембрука. Мортимер и Херефорд поспешили на помощь защитникам замка, но Ланкастер отказался поддержать их, и лорды Марки заняли выжидательную позицию. 31 октября Эдуард, возглавивший осаду, принял капитуляцию Лидса, казнил коменданта замка и его солдат и заключил в Тауэр членов семьи Бэлдсмира (сам управляющий находился в Оксфорде). Все остальные замки Бэлдсмира сдались королевским войскам без боя, Мортимер и Херефорд, опасаясь мести Эдуарда, отошли на север. В середине декабря король, готовя поход на «несогласных», объявил сбор войск. Немного ранее он призвал Диспенсеров ко двору. Ланкастер же направил горожанам Лондона «Донкастерскую петицию», где обличалось вероломство короля, а граф изображался радетелем государственных интересов. Эдуард, преследуя лордов Марки, двигался вдоль Северна, намереваясь переправиться через реку и вступить в бой с мятежниками. Однако мосты были сожжены, и король повернул на север. Мортимеры напрасно надеялись на помощь Ланкастера, который укрылся в Понтефракте и завязал переговоры с Робертом Брюсом. 22 января 1322 года в Шрусбери Мортимеры сдались Эдуарду. В феврале король начал новый поход, на этот раз против Ланкастера, и захватил замок Тетбери, принадлежавший графу. Сам Ланкастер потерпел поражение при Бертон-Бридже и устремился на север. 16 марта 1322 года войска Ланкастера были разбиты при Боробридже, на следующий день он сдался королю. Томаса Ланкастера перевезли в Понтефракт. 20 марта его судили, причём он не имел права защищаться, так как в своё время не дал такой возможности Гавестону. Ланкастер был приговорён за измену к повешению и четвертованию, однако, учитывая его королевское происхождение, Эдуард заменил приговор на обезглавливание. Ланкастер был казнён 22 марта, его тело было погребено в приорате святого Иоанна в Понтефракте.
22 марта были казнены двадцать четыре человека, из числа причастных к мятежу Ланкастера, на следующий день — ещё шестеро. Эдуард II продолжал расправу с «несогласными» и членами их семей. Наказания не избежала и Элис де Ласи, заключённая вместе со своей матерью в тюрьму.

## Посмертное почитание
Через некоторое время после смерти Томаса Ланкастера его могила в Понтефракте и мемориальная плита с портретом графа, которая была прикреплена к колонне собора Святого Павла в память об Ордонансах, стали объектами паломничества. Распространялись слухи о чудесах, совершающихся на месте его захоронения. Французский хронист XIV века Жан Фруассар пишет в своих «Хрониках», что Томас Ланкастер «был осмотрительным и благочестивым человеком, и с того времени у его гробницы в Pomfret, где он был обезглавлен, свершились многие чудеса». Графа почитали, забыв его ошибки и недостатки, как мученика и его образ ассоциировался с образом святого Георгия. Эдуард II приказал снять плиту в соборе Святого Павла, у могилы Ланкастера была выставлена охрана, однако это не остановило паломников. В 1323 году в стычке между пришедшими почтить память графа и королевскими стражниками погибло два человека из охраны. После свержения Эдуарда II был признан недействительным приговор над Ланкастером. Немного позднее молодой король Эдуард III просил папу канонизировать графа, однако Иоанн XXII отклонил и этот и последовавшие за ним ещё три запроса.